# أنديرس مولر
أنديرس مولر (بالدنماركية: Anders Møller)‏ هو مصارع ‏ دنماركي، ولد في 22 فبراير 1883 في كوبنهاغن في الدنمارك، وتوفي في 22 أكتوبر 1966.

## وصلات خارجية
- أنديرس مولر على موقع أوليمبيديا (الإنجليزية)